# Lay Down the Law
Lay Down the Law es el álbum debut de la banda Keel. Fue el único álbum donde trabajó el baterista original Bobby Marks. También, tanto "Speed Demon" y la versión de The Rolling Stones "Let's Spend The Night Together" fueron regrabados para su siguiente álbum The Right to Rock.
El álbum fue lanzado en noviembre del 1984 por Shrapnel Records con excelentes críticas, a pesar de que la banda había firmado con Gold Mountain Records unos meses antes. El álbum no fue lanzado en CD hasta el año 2008.

## Lista de canciones
1. Thunder and Lightning
2. Lay Down the Law
3. Speed Demon
4. Princess of Illusion
5. Born Ready
6. Metal Generation
7. Till Hell Freezes Over
8. Tonight You're Mine
9. Let's Spend the Night Together

## Personal
- Ron Keel - Voz
- Marc Ferrari - Guitarra
- Bryan Jay - Guitarra
- Kenny Chaisson - Bajo
- Bobby Marks - Batería

- Datos: Q512208